# Горовий Іван Іванович
Іван Іванович Горовий (нар. 27 січня 1929 — пом. ?) — радянський футболіст, нападник.

## Життєпис
Грав у КФК за «Спартак» Кривий Ріг (1949), «Металург» Дніпродзержинськ (1951). У 1952-1953 роках у складі московського «Торпедо» зіграв 9 матчів, відзначився двома голами в чемпіонаті СРСР. У 1954-1955 за «Металург» Дніпропетровськ провів 11 матчів, відзначився двома голами в класі «Б». У 1955-1957 роках грав у КФК за команду Рудоуправління ім. Карла Лібкнехта (Кривий Ріг). Півфіналіст Кубку СРСР 1954 року.